# Мазур Володимир Олександрович (театральний діяч)
Володимир Олександрович Ма́зур (нар. 12 лютого 1940, Рибниця) — український театральний режисер, сценарист. Заслужений діяч мистецтв УРСР з 1988 року; дипломант Міжнародного фестивалю телевізійних фільмів «Відкрий Україну» 2009 року; лауреат премії Національної спілки театральних діячів України імені Миколи Садовського за 2010 рік.

## Біографія
Народивсям 12 лютого 1940 року в місті Рибниці (нині Молдова). З 1958 року працював у театрах Молдавії, України, Таджикистану, РРФСР. 1969 року закінчив Вище театральне училище імені Бориса Щукіна у Москві, де навчався у Бориса Захави, Олександра Поламишева.
Протягом 1972—1984 років працював режисером, головним режисером у Дніпропетровському російському драматичному театрі імені Максима Горького; у 1984—1988 роках обіймав посаду головного режисера Дніпропетровського театру юного глядача; у 1988—1998 роках знову працював у Дніпропетровському російському драматичному театрі імені Максима Горького; у 1998—2013 роках — директор, художній керівник Дніпропетровського українського молодіжного театру.

## Творчість
Поставив вистави
- «Материнське поле» Чингіза Айтматова (1966, інсценізація);
- «Похідний марш» Олександра Галича (1968);
- «Чайка» Антона Чехова (1970);
- «На всякого мудреця доволі простоти» Олександра Островського (1971);
- «Скляний звіринець» Теннессі Вільямса (1971);
- «Тригрошова опера» Бертольта Брехта (1971);
- «Цигани» Олександра Пушкіна (1973, інсценізація);
- «Комедія помилок» Вільяма Шекспіра (1974);
- «Іменем землі та сонця» Йона Друце (1979);
- «Клоп» Володимира Маяковського (1979);
- «Характери» Василя Шукшина (1980);
- «Ревізор» Миколи Гоголя (1982);
- «І більш за вік триває день» Чингіза Айтматова (1983, інсценізація);
- «Майстер і Маргарита» за Михайлом Булгаковим (1985, інсценізація);
- «А завтра була війна» за Борисом Васильєвим (1986);
- «На дні» Максима Горького (1988);
- «97» Миколи Куліша (1988);
- «Сцени з подружнього життя» Інгмара Бергмана (1989);
- «Квітень у новорічну ніч» Г. Кунцева (1999);
- «Собор» за Олесем Гончаром (2001);
- «Філумена Мартурано» Едуардо де Філіппо (2002);
- «Овечка (Я шукала того, кого покохала душа моя…)» Надії Птушкіної (2003);
- «№ 13, або Шалена ніч» Рея Куні (2005);
- «Мойсей» Івана Франка (2007, інсценізація);
- «Одержима» Лесі Українки (2011);
- «Моя любов Електра» Ласло Дюрко (2012);
- «Будьте здорові!» П'єра Шено (2013);
- «Прощання на біс» Пітера Квілтера (2015).

Оформив виставу «Принижені та скривджені» за Федором Достоєвським (1982). Написав кіносценарій до фільму про Олеся Гончара «Велетень степів» (Дніпропетровськ, 2008). Автор статей про театральних діячів Дніпра у Енциклопедії сучасної України.